# Nagia microsema
Nagia microsema là một loài bướm đêm trong họ Noctuidae.